# Звезделина Каравелова
Звезделина Камелиева Каравелова е българска политичка от партия „Възраждане“, народна представителка в L народно събрание. Членува в най-голямото родителско движение в България – „Национална група Децата на България“.

## Биография
Родена е на 18 октомври 1991 г. в град Варна, България. От 2009 г. живее в Несебър. Завършва средното си образование на 21-годишна възраст през 2012 г. със специалност „Стопански мениджмънт“ в СОУ „Любен Каравелов“, Несебър, със среден успех 4.28. 
Над 13 години работи като сервитьорка. През 2016 г. се явява в конкурс за красота в Свети Влас, след което взима участия в още няколко конкурса.

## Личен живот
Звезделина има дълга връзка с популярен музикант от Несебър, който държи рок бара в града, където работи и тя известно време. За известен период тя се оттегля от обществения живот, като става майка на момченце.

## Политическа дейност
На парламентарните избори през юни 2024 г. е избрана за народна представителка от листата на „Възраждане“ във 2-ри МИР – Бургас. Участва в Комисията за прякото участие на гражданите, жалбите, и взаимодействието с гражданското общество и Комисия по труда и социалната политика.